# Clonazepam
Clonazepam (Handelsname: Rivotril, Hersteller: Roche) ist ein Benzodiazepin, welches in Deutschland hauptsächlich als Antikonvulsivum zur medikamentösen Behandlung zerebraler Krampfanfälle verwendet wird. Clonazepam wird angewendet bei allen Formen der Epilepsie, auch jener des Kindesalters.
Es wurde von Leo Sternbach entwickelt.

## Pharmakokinetik
Clonazepam wird nach Verabreichung über den Magen-Darm-Trakt schnell aufgenommen. Die maximale Konzentration im Blut wird nach zwei bis drei Stunden erreicht. Die Ausscheidung erfolgt überwiegend unverändert über die Nieren, teilweise auch über den Stuhl. Ein kleiner Teil wird chemisch umgebaut und dann erst ausgeschieden. Die Plasmahalbwertszeit beträgt etwa 30–40 Stunden. Der Anteil, der an Proteine im Blut gebunden ist (Plasmaproteinbindung), liegt bei 83–87 %, die Bioverfügbarkeit bei 71–76 %. Es wirkt über die verstärkte Hemmung GABAerger Nervenzellen, indem es am Omega-Rezeptor (Benzodiazepin-Rezeptor) bindet, wodurch die Affinität des GABA zum GABAA-Rezeptor (und damit die Bindungshäufigkeit) verstärkt wird. Durch die Bindung von GABA an den GABAA-Rezeptor erfolgt ein Chlorideinstrom in die Nervenzelle, was zur Hyperpolarisation der Nervenzellmembran und somit zur Hemmung der neuronalen Aktivität führt. Clonazepam ist also kein direkter GABA-Agonist, sondern in seiner Wirkung auf das vorhandene GABA angewiesen, was die Anwendungssicherheit (z. B. gegenüber Barbituraten) deutlich erhöht.

## Anwendungsgebiete
In Deutschland ist Clonazepam in erster Linie als Antiepileptikum zugelassen. Aufgrund seiner krampfunterdrückenden Wirkung wird Clonazepam zur Behandlung von Epilepsien auch bei Kindern angewendet. Clonazepam wird zudem für die Behandlung der REM-Schlaf-Verhaltensstörung, die auch als „REM sleep behavior disorder“ (RBD) oder als „Schenck-Syndrom“ bezeichnet wird, als ein Mittel der ersten Wahl empfohlen. Vor dem Schlafengehen eingenommen wird die Muskelaktivität im REM-Schlaf reduziert. In diesem Zusammenhang tritt auch bei langjähriger Einnahme kaum Toleranzbildung und Wirkungsverlust (trotz bestehendem Suchtpotential) auf, was bei dem oft chronischen Verlauf der Erkrankung wichtig ist.
Clonazepam spielt eine Rolle als Ausweichmedikament beim Restless-Legs-Syndrom sowie als Mittel der zweiten Wahl bei therapierefraktärem Tourette-Syndrom. In Deutschland wird es vor allem in der Akutbehandlung, zumeist intravenös oder intramuskulär eingesetzt. Es ist aber auch in Tropfenform und als Tablette verfügbar. Neben der krampflösenden Wirkung wirkt Clonazepam wie alle Benzodiazepine angstlösend und schlafanstoßend. Somit kann Clonazepam auch beim Somnambulismus (Nachtwandeln) angewendet werden.
In den USA gilt Clonazepam als eines der am häufigsten verschrieben Benzodiazepine und wird auch als Mittel der ersten Wahl bei Panikattacken und Angststörungen als Anxiolytikum verwendet. Außerdem soll es Derealisations-/Depersonalisationszustände erträglicher machen. Für diese psychiatrischen Indikationen bestehen in Deutschland jedoch keine behördliche Zulassung, sodass eine entsprechende Anwendung des Mittels nur im Einzelfall durch einen Facharzt abgewogen werden kann, und dementsprechend für diesen Einsatzbereich in Deutschland einer eher geringen Rezeptierung unterliegt, da Off-Label Use. 
Weitere Anwendungsgebiete sind die medikamentöse Begleitung des stationären Alkoholentzugs und die seltene konnatale Hyperekplexie.

## Anwendung in der Schwangerschaft und Stillzeit
Tierversuche haben unerwünschte Effekte auf den Fetus gezeigt. Deswegen sollte das Arzneimittel während der Schwangerschaft nur bei dringender Notwendigkeit angewendet werden. Clonazepam sollte jedoch nicht plötzlich abgesetzt werden, ohne dies mit einem Arzt abgesprochen zu haben. In der Stillzeit sollte Clonazepam nicht angewendet werden, da es in die Muttermilch übertritt. Bei zwingender Indikation sollte abgestillt werden.

## Nebenwirkungen
Entsprechend der Krampfunterdrückung wirkt Clonazepam allgemein dämpfend auf das Zentralnervensystem, so dass es zu Müdigkeit, Schläfrigkeit, Mattigkeit, verminderter Muskelspannung, Muskelschwäche, Schwindelgefühl, Benommenheit, Gleichgewichtsstörungen und verlängerter Reaktionszeit kommen kann. Bei einer Dauertherapie gehen diese Nebenwirkungen durch einen Gewöhnungseffekt meist zurück. Durch einen einschleichenden Behandlungsbeginn lassen sie sich teilweise vermeiden. Weitere häufigere Nebenwirkungen am Zentralnervensystem sind Konzentrationsstörungen, Unruhe, Verwirrtheit und Gedächtnisstörungen, die auch mit unangemessenem Verhalten einhergehen können. Als paradoxe Reaktionen wurden Erregbarkeit, Reizbarkeit, aggressives Verhalten, Nervosität, Feindseligkeit, Angstzustände, Schlafstörungen, Albträume und lebhafte Träume beobachtet. Selten treten allergische Symptome wie Nesselsucht, Juckreiz, Hautausschläge, Schwellung von Gesicht und Mundschleimhaut sowie des Kehlkopfes auf. Ebenfalls selten sind vorübergehender Haarausfall, Pigmentverschiebungen, Übelkeit und Oberbauchbeschwerden, Kopfschmerzen, Brustschmerzen, Abfall der Blutplättchen, Störung der sexuellen Appetenz, Impotenz und Harninkontinenz. Bei Kindern wurde in Einzelfällen von einem vorzeitigen Einsetzen der Entwicklung der Geschlechtsorgane berichtet. Ebenfalls in Einzelfällen kann Clonazepam das Atemzentrum dämpfen und zu einem verminderten Atemantrieb führen. Bei Säuglingen und Kleinkindern kann es außerdem zu vermehrtem Speichelfluss und einer vermehrten Schleimproduktion in den Atemwegen mit Behinderung der Atmung kommen.

## Abhängigkeitspotenzial
Clonazepam kann wie alle Benzodiazepine zu einer körperlichen und psychischen Abhängigkeit mit entsprechender Entzugssymptomatik führen.

## Handelsnamen
Monopräparate
Rivotril (A, D, CH), Antelepsin (D), und unter dem Substanznamen vertriebene Generika. 2021 erwarb Cheplapharm die Vermarktungsrechte für Rivotril.